# Луцій Фурій Камілл (консул 349 року до н. е.)
Лу́цій Фу́рій Камі́лл (лат. Lucius Furius Camillus; ? — після 345 до н. е.) — політичний, державний і військовий діяч Римської республіки, консул 349 року до н. е.

## Життєпис
Походив з патриціанського роду Фуріїв. Син відомого військовика Марка Фурія Камілла. Про молоді роки немає відомостей. 
У 350 році до н. е. Луція Фурія було призначено диктатором для проведення виборів консулів (Луцій Корнелій Сціпіон був тяжко хворий, а Марка Попілія Лената було тяжко поранено в битві з галлами). У результаті виборів Камілл став консулом разом з Аппієм Клавдієм Крассом Інрегілленсом. Втім останній помер під час підготовки до війни з галлами. Тому зрештою війська очолив Луцій Фурій Камілл.
Фурій залишив 2 легіони для оборони міста, ще 4 легіони надав претору Луцію Пінарію Нату для охорони узбережжя Лаціуму від нападів грецьких піратів. З іншими 4 легіонами Луцій Фурій виступив проти галлів. У битві при Помптіні римляни розбили галльську армію й змусили їх відступити вглиб Апулії.
У 345 році Луція Фурія Камілла знову було призначено диктатором для організації боротьби з повсталими аврунками, з чим він успішно впорався. Подальша доля його невідома.